# Бофорт (окръг, Северна Каролина)
 Тази статия е за окръга в Северна Каролина.  За окръга в Южна Каролина вижте Бюфърт (окръг, Южна Каролина).  
Окръг Бофорт (на английски: Beaufort County) е окръг в щата Северна Каролина, Съединени американски щати. Площта му е 2484 km², а населението – 47 526 души (2016). Административен център е град Вашингтон.